# Sylvie Kateřina Černínová z Millesima
Hraběnka Sylvie Kateřina Černínová, roz. z Caretto-Millesima (italsky též Anna Silvia Carretto, 1606, Praha – 29. února 1664, Řezno) byla česká šlechtična původem z italského rodu Carretto-Millesimů, jejíž dochovaná korespondence s manželem Heřmanem Černínem z Chudenic umožňuje náhled do soukromí šlechtického páru v období baroka.

## Život

Erb italského rodu Carrettů

Sylvie Kateřina se narodila v rodině císařského důstojníka a rady hraběte Štěpána z Millesima, markraběte ze Savony a jeho manželky, patrně nekatoličky, Magdaleny Kostomlatské z Vřesovic. Od 2. poloviny 20. let 17. století musela Magdalena žít v exilu v Sasku. Roku 1635 navíc umírá i její otec Štěpán. Co se týče nejbližší rodiny, tak je známo, že měla dvě sestry (Olympii a Ester Magdalenu) a minimálně jednoho bratra.
O výchově Sylvie Kateřiny nemáme žádné zprávy. Znovu se objevuje až v roce 1633, kdy se provdala za Heřmana Černína z Chudenic. Jelikož se vdávala až ve věku 27 let, tedy o pět let více než byl nejpozdější doporučovaný věk, dala se považovat za starou pannu. Jedním z cílů sňatku bylo spříznění Černínů s markýzi ze Savony. Jelikož se Heřmanovi dosud nepodařilo zplodit potomka, hodně si sliboval od tohoto manželství, ovšem i to zůstalo bezdětné. Jako dědic Heřmanova majetku tak byl vybrán jeho kmotřenec a vnuk jeho bratra Humprecht Jan Černín z Chudenic.
Během Heřmanovy nepřítomnosti se starala o jeho statky. Měla přehled o žních a úrodě, starala se o chod pivovarů i o prodeje koní a dobytka a vlny Židům. Zároveň se starala o bezpečnost poddaných a kontrolovala účty předkládané hejtmany jednotlivých panství. Orientovala se také v rybníkářství a dohlížela na výstavbu vysokých pecí. Mezi dopisy se dochoval i jeden, v němž si manželovi stěžovala na neschopného dělníka, který stavěl novou kašnu.
Během kontrol jednotlivých panství dokonce narazila na případ, kdy v jednom panství převzal samovolně vládu zdejší sekretář. Ten si tam nechal postavit pokoje pro svoji kuchařku, pachole, stájníka a stáje pro koně. Jelikož chtěla vědět, z čeho to všechno platí, měla v úmyslu provést kontrolu účtů. Výsledek této kontroly se ovšem nedochoval.
Jejím úkolem bylo také dohlížet na včasné odvádění daní. To bylo především ve válečných letech dosti složité a proto opakovaně žádala českou dvorskou kancelář o její snížení. Dochovaly se také její žádosti císaři o odpuštění cel a mýt při převozu zboží z Čech na jejich panství Schmiedeberk ve Slezsku. V těchto žádostech argumentovala především špatnou hospodářskou situací panství.
V srpnu 1644 ji Heřman pověřil koupí statku Děpoltovice. Ačkoliv sama byla proti tomuto nákupu, neboť dávala přednost finanční hotovosti před dalším statkem, snažila se udělat vše pro koupi. Z té nakonec sešlo, neboť cena se vyšplhala příliš vysoko.
Její práce si všímali i další šlechtici. Dochovaly se nám např. zprávy od Bernarda z Martinic. Hrabě Šlik v roce 1649 zase Sylvii Kateřinu označil za vrchního hejtmana Heřmanových panství.
Po Heřmanově smrti se vdala ještě jednou. V roce 1659 si vzala o 20 let mladšího Leopolda Viléma markraběte z Badenu, ovšem o tomto manželství se příliš mnoho zpráv nedochovalo. Sylvie Kateřina Černínová z Millesima zemřela 29. února 1664 v Řezně a její manžel zdědil panství Lovosice a statky Újezd, Dubkovice, Kamýk, Chodoměř.

## Manželský život
Jaký vztah k sobě manželé měli, lze vyčíst z jejich dopisů. Ačkoliv se dá na první pohled říci, že květnatost některých částí má pouze vytvořit iluzi či obraz milující manželky, srovnáním s dopisy jiných autorek můžeme vyčíst, že Sylvie Kateřina svého manžela skutečně milovala. Typickým příkladem jejich korespondence je dopis, který Sylvie Kateřina poslala svému muži, když pobýval v Konstantinopoli.
| „ | Mohu se zblázniti, když na ty statky přijedu, že tak všechno prázdný je. Nikdy sem bez Vašnosti tu nebyla; ten nejprvnější den vždycky s pláčem strávím. | “ |

V jiných dopisech si naopak stěžuje na úděl žen, které z důvodu zahraničních cest manželů, zůstávaly samy doma. Z důvodů válečné situace se k ní však nedostávaly manželovy odpovědi – například v zimě 1644 jí nebyly doručeny odpovědi na devět dopisů. Na klidu jí nepřidávaly ani zvěsti o jeho uvěznění či smrti, což se opět projevilo v dopisech.
| „ | Do mý smrti bez Vašnosti nepojedu, aniž Vašnosti od sebe nepustím. Co je mi po všem na světě, když sem svýho Heřmánka zbavena. Čím dáleji, tím víceji znám, na co Vašnosti mám. | “ |

Z odpovědí z Konstantinopole se do dnešních dnů dochoval pouze jediný, pro který je typické emocionální oslovení (např. má nejmilejší Sylvičko, má nejmilejší crciličko či má dívčičko). To, jak Heřmanovi na manželce záleželo, můžeme vysledovat nejen ze vzájemné korespondence, ale také ze žádostí k ostatním příslušníkům rodu – a to nejen v závěti, ale i přímou apelací –, aby se v případě jeho smrti o Sylvii Kateřinu postarali.
Ovšem i v tomto manželství se vyskytovaly neshody. Hraběnky se například dotklo, že před příchodem nepřátelské armády Heřman varoval nejprve hejtmany a až poté to oznámil jí. Tvrdila, že je mu dobytek milejší než vlastní žena. Také mu vytýkala, že během její nemoci ji neposlal jediný dopis. V zimě 1639 odjela před morem do Strakonic, odkud poslala Heřmanovi několik dopisů s žádostí o zaslání peněz, protože si na jídlo musela půjčovat od své sestry nebo nakupovat na dluh. Ovšem od manžela se dočkala pouze rady, aby se obrátila na zdejšího hejtmana, který ji odmítl peníze dát. Nakonec jí Heřman poslal koně a 4 dukáty.